# Comment devenir beau, riche et célèbre !
Pour plus de détails, voir Fiche technique et Distribution.
Comment devenir beau, riche et célèbre ! est une comédie romantique américaine réalisée par Savage Steve Holland et sortie en 1989.

## Fiche technique
- Titre original : How I Got into College
- Réalisation : Savage Steve Holland
- Scénario : Terrel Seltzer
- Musique : Joseph Vitarelli
- Décors : Kathe Klopp et Richard Reynolds
- Costumes : Taryn De Chellis
- Photographie : Robert Elswit
- Montage : Kaja Fehr et Sonya Sones Tramer
- Producteur : Michael Shamberg
  - Coproducteur : Elizabeth Cantillon
  - Producteur associé : James Herbert
- Sociétés de production : 20th Century Fox
- Société de distribution : 20th Century Fox
- Pays de production :  États-Unis
- Langue originale : anglais
- Format : couleur — 2,35:1
- Genre : comédie romantique
- Durée : 86 minutes
- Dates de sortie :
  - États-Unis : 19 mai 1989

## Acteurs principaux
- Corey Parker : Marlon Browne
- Lara Flynn Boyle : Jessica Kailo
- Anthony Edwards : Kip Hammett
- Finn Carter : Nina Sachie
- Charles Rocket : Leo Whitman
- Christopher Rydell : Oliver
- Brian Doyle-Murray : Coach Evans
- O-Lan Jones : Sall O'Connor
- Tichina Arnold : Vera Cook
- Bruce Wagner : A
- Tom Kenny : B
- Bill Raymond : Flutter
- Philip Baker Hall : Dean Patterson
- Nicolas Coster : Dr Phillip Jellinak Sr.
- Richard Jenkins : Bill Browne
- Phil Hartman : Benedict
- Nora Dunn : Francine Bauer
- Duane Davis : Ronny Rawlson
- Diane Franklin : Sharon Browne
- Robert Ridgely : George Kailo
- Micole Mercurio : Betty Kailo
- Bill Henderson : le coach
- Richard Steven Horvitz : le jeune ingénieur
- Curtis Armstrong : le recruteur de l’Arcadia Bible Academy
- Taylor Negron : le postier